# Hell Week (Scream Queens)
Hell Week (en español: Semana Infernal) es el segundo episodio de la primera temporada de la serie de terror  y comedia Scream Queens y el segundo de la serie en general. Este episodio fue dirigido y escrito por Brad Falchuk. Su estreno fue el 22 de septiembre de 2015 en Fox después del primer episodio: Pilot, como un estreno especial de dos horas.

## Trama
En Kappa Kappa Tau, Semana Infernal, continúa, ya que da la bienvenida al Detective Chisolm y Denise Hemphill una guardia de seguridad que cuenta con métodos bastantes extraños en la protección de las chicas contra el asesino. Las Chanels todavía no saben qué hacer con el cuerpo de Chanel #2, que fue asesinado por el Diablo Rojo en el episodio anterior. Después de que Hester sugiera que la pongan en un procesador de alimentos o deshuesarla, Chanel decide poner el cuerpo en el mismo congelador donde pusieron el cuerpo de Sra. Bean. Hester se compromete a mantener el secreto de la muerte de Chanel #2.
Grace baja en el sótano de la casa, donde encuentra una misteriosa puerta cerrada y trata de abrirlo. Chanel #5 la descubre y dice que solo ella tiene la llave de esa puerta. Grace habla de la puerta secreta a Pete, quien dice que la gente ha estado susurrando desde hace años que la casa Kappa tiene un secreto muy oscuro. Esto le hace pensar que en la oficina de Cathy Munsch puede tener algunos archivos que pueden explicar ese secreto, por lo que ambos piensan que al mismo tiempo que van a tener que irrumpir.
Se empiezan a besar apasionadamente, pero Grace lo detiene, diciendo que no lo puede besar si no se descubre quién comete los asesinatos en el campus de la Universidad Wallace. Ambos están de acuerdo en que va a entrar en esa puerta secreta en la casa Kappa e irrumpirán en la oficina de la decana.
Los medios sociales asciende en la Universidad de Wallace después del asesinato de una Kappa, por lo que el trabajo de Cathy está en riesgo. Este problema aumenta cuando el padre de Grace, Wes Gardner, quiere sacar a Grace de la escuela, ya que teme que algo pueda pasarle a ella. Una Munsch coqueta le convence para mantener a su hija en la universidad, pero Wes exige ser contratado como profesor para que pueda mantener un ojo en ella. Ella dice que ella encuentra una buena crianza atractivo.
Después de que Grace irrumpe en la habitación secreta en el sótano de la casa Kappa, Chanel la interrumpe y le dice que la habitación guarda secretos más oscuros de Kappa. Chanel procede a contar que una leyenda dice que hace 20 años una chica murió en una bañera que se encuentra en ese sótano, pero estaba antes en uno de los baños, de dar a luz. También revela que Cathy sabía de la historia, pero decidió ocultarlo para que nadie pudiera descubrirlo. Después de la historia de Chanel, Grace se pregunta quién es el bebé.
Después de tener sexo, Chanel se da cuenta de que su novio Chad en realidad no la ama por lo que rompe con él. El regresa a su dormitorio, con su compañero de habitación Boone.
Boone dice que tiene miedo del asesino, por lo que Chad, como su mejor amigo, lo deja dormir con él, pero aclara que Boone no intentará tocarlo en la noche como los tiempos pasados y respetará la heterosexualidad de Chad. Chanel, lamentable, entra a la habitación para que ella puede arreglar su relación con Chad, pero entra viendo como comparten la cama juntos y cree que Chad es gay. Después de que él explica la situación, que Boone tenía miedo y nadie sabe que Boone, es hhomosexua, Chad rompe con ella por ser una «chica homofóbica en mal estado». Pete irrumpe en la oficina del Munsch, y encuentra un archivo con algunos nombres que pueden estar relacionados con el pasado de Kappa, por lo que las escribe en una hoja. Sin saber que el Diablo Rojo está detrás de él, el asesino le golpea en la cabeza. Pete se despierta atado fuera del edificio con una nota que dice «MYOB» (Métete en tus propios asuntos). En su dormitorio, Grace le dice acerca de la leyenda Kappa pero Pete esta sin ropa, el le muestra los nombres que escribió en la hoja. Grace abre el armario para darle algo que ponerse, pero descubre el traje del Diablo Rojo, que pasa a ser la mascota de la universidad. Grace se asusta y le pide a Pete sobre su edad, él responde que cumplirá 20 años en un mes. Grace sale de la habitación, ya que es el mismo año exacto en que el bebé tendría, y piensa que Pete podría ser el asesino.
Boone va a hablar con los Chanels para contar Chanel que no hay necesidad de ella para decirle a todos acerca de su sexualidad, porque él quiere salir de su propia manera pronto. Se propone que después de que salga, que lo acepten en Kappa, y a Chanel le gusta la idea porque eso le daría una buena reputación como la primera chica que acepta un hombre gay en su hermandad. Chanel # 5 no está de acuerdo, pero Boone no le importa sabiendo que van a considerar su idea.
Por la noche, después que Denise y su amiga Shondell conciliaran el sueño fuera de la casa Kappa, y Gigi va a una cita con el padre de Grace, Chanel sobrevive a un ataque del Red Devil. Denise oye sus gritos y entra en la casa, dejando Shondell dormir en la patrulla. Las chicas quieren ir arriba para ver si el asesino está todavía allí, pero la verdad es que ahora está en la patrulla atacando a Shondell. Denise les dice que no deben ir arriba, pero lo hacen, por lo que vuelve a la patrulla y encuentra a Shondell muerta, mientras que las chicas encuentran una nota escrita en la pared que dice «LAS PERRAS MORIRÁN». En la hermandad de los Dickie Dolars Scholars, sus miembros encuentran muerto a Boone que se encuentra en la mesa de la cena con el cuello cortado.
Chad y Denise interrumpen la última cena de "Hell Week" en Kappa, para anunciar que el cuerpo de Shondell ha desaparecido y que Boone está muerto. Al final del episodio, el Diablo Rojo va a la funeraria y abre el cajón donde está el cuerpo de Boone. Boone abre los ojos y el episodio termina con él preguntando "¿Qué te tomó tanto tiempo?", Despegando de su corte falso, y revelándose como aliado del diablo rojo.

## Muertes y ataques
- Shondell Washing - Apuñalada en el cuello por El Diablo Rojo.
- Boone Clemens - supuestamente tenía la garganta cortada, pero más tarde se revela que fingió su muerte y es un aliado del asesino.

## Producción
La serie fue creada por Ryan Murphy, Brad Falchuk e Ian Brennan, quien también cocreó Glee y American Horror Story. Los productores ejecutivos de la serie son Murphy, Falchuk, Brennan, y Dante Di Loreto. La serie se estrenó el 22 de septiembre de 2015 en Estados Unidos, y un día después lo hizo en Latinoamérica. Emma Roberts y Jamie Lee Curtis fueron las primeras en ser confirmadas para la serie, siendo las protagonistas de la misma. La grabación de la serie comenzó el 12 de marzo de 2015 con locaciones en Nueva Orleans, Luisiana,

## Recepción

### Audiencia
Junto con el piloto como el estreno de la serie de dos horas, el episodio fue visto vivo por 4,04 millones de espectadores estadounidenses y consiguió un 1,7 calificación / 5 participación en el adulto 18-49 demográfica.

### Críticas
«Hell Week», junto con «Piloto», recibió críticas mixtas de los críticos. Terri Schwartz del IGN afirmó que «Ryan Murphy ha trabajado su magia de TV de nuevo con un asesino comienza a Scream Queens. A partir de la actuación para el vestuario de la escritura, todo acerca de este concepto y la ejecución de obras. Scream Queens es tan divertido y consciente de sí mismo ya que tiene que ser la de no aburrir al público, sino que también ofrece el suficiente misterio y la intriga para mantener incluso el escéptico más grande entretenido», dando a los episodios 9.7 sobre 10. Melissa Maerz de Entertainment Weekly piensa que «Scream Queens es defectuoso, pero vale la pena ver, simplemente porque no hay nada fácil en ello. la brutalidad ocasional solo toma tanto trabajo para pensar en como lo hace ver. En una crítica negativa, Ben Travers de Indiewire dio el estreno de dos horas una C + y añadió, «Scream Queens tendrá suerte si sobrevive a su primera temporada. Murphy no puede ser capaz de notar la diferencia, pero las audiencias de televisión modernos saber cómo detectar una falsificación».